# Jardin du Moulin de la Vierge - Carole Roussopoulos
Le jardin du Moulin de la Vierge - Carole Roussopoulos est un espace vert du 14e arrondissement de Paris, en France.

## Situation et accès
Le jardin est accessible par le 125, rue Vercingétorix.
Il est desservi par la ligne 13 à la station Plaisance.

## Origine du nom
Le nom rappelle que cet emplacement était occupé par un moulin à vent appelé « moulin de la Vierge ». En juin 2022 est accolé le nom de Carole Roussopoulos (1945-2009), féministe et réalisatrice suisso-française.

## Historique
Situé dans la ZAC Guilleminot-Vercingétorix, le jardin est créé en 1985.